# Margarites giganteus
Margarites giganteus is een slakkensoort uit de familie van de Margaritidae. De wetenschappelijke naam van de soort is voor het eerst geldig gepubliceerd in 1878 door Leche.